# Donato Barcaglia

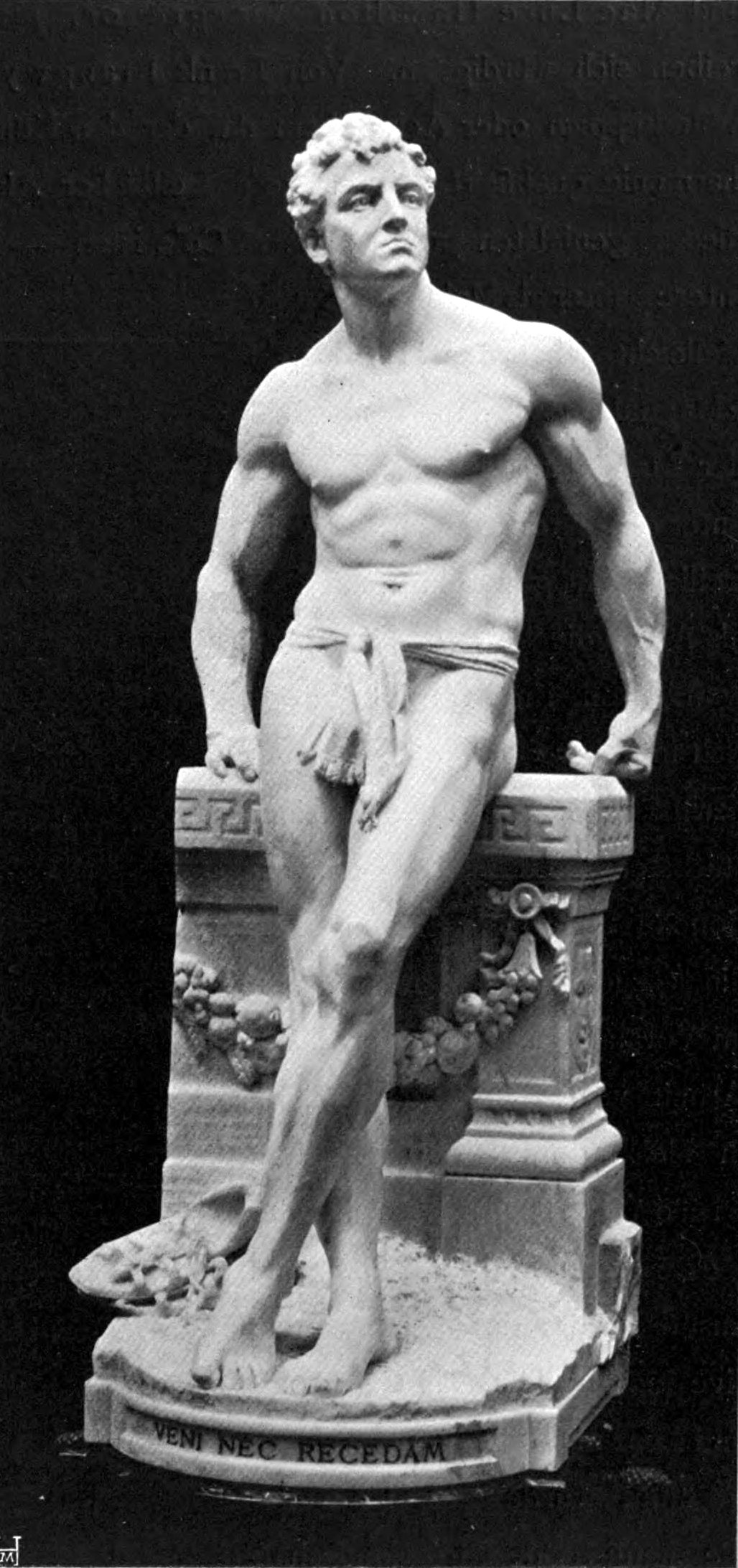
Atleta, 1898-1905 (Fondazione Cariplo)

Donato Barcaglia (Pavia, 10 gennaio 1849 – Roma, 1930) è stato uno scultore italiano.

## Biografia
Nato in una famiglia particolarmente numerosa, Donato Barcaglia intraprese studi letterari e poi artistici anche grazie al sostegno economico del padre, modesto impiegato governativo. Frequentò pertanto a Milano l'Accademia di Belle Arti di Brera, seguendo corsi di disegno e di nudo; suo maestro di scultura fu invece Abbondio Sangiorgio.
Già negli anni Sessanta dell'Ottocento riuscì ad affermarsi come ritrattista, dedicandosi alla scultura solo a partire dal decennio successivo, ottenendo importanti riconoscimenti. Appena diciassettenne aveva riscosso già un buon successo, quando la sua prima opera, Il vendemmiatore, collocata poi a Palazzo Reale a Milano, era stata acquistata dalla Società di Belle Arti nel 1866 per volere del Principe Umberto.
Raggiunta la piena celebrità già a venticinque anni, era già ricco a trenta, quando si mise a dirigere un importante atelier dal quale venivano immesse sul mercato repliche di sue opere, dirette in ogni parte del mondo. Riscosse importanti riconoscimenti alle Esposizioni universali di Vienna (1873) e Filadelfia (1876).
Fu particolarmente attivo nella produzione monumentalistica pubblica e ufficiale, oltre che di monumenti funerari e celebrativi; diverse sue sculture sono presenti anche al Cimitero Monumentale di Milano e al cimitero di Gravedona, sul Lago di Como.
Venne nominato Grande ufficiale dell'Ordine della Corona d'Italia e Cavaliere della Legion d'onore. Morì a Roma nel 1930 e venne riportato a Milano per la sepoltura nel Cimitero Monumentale.

## Opere
- Donna che trattiene il tempo, Museo Revoltella, Trieste (1875)
- Monumento a Vittorio Emanuele II, Intra, Verbania, lungolago (1887)
- Monumento ossario della battaglia di Melegnano, Melegnano (1904)
- Lapide a Natale Confalonieri, Cinisello, palazzo Comunale (1911)